# Weiron Holmberg
Weiron Valfrid Holmberg, född 18 mars 1935 i Gamlestads församling, Göteborg, är en svensk skådespelare och maskinist.

## Biografi
Innan Holmberg började sin skådespelarkarriär hade han spelat en del amatörteater samt arbetat i olika yrken som styckare på Scans slakthus vid Marieholmsleden i Göteborg, sjöman och maskinist. Han är en helt självlärd aktör som i mycket kommit att personifiera en viss typ av göteborgsk politisk radikalism: proletär, röststark och dominerande, vilket också färgat av sig på en del av hans filmroller, som i Sista budet (1981) och Lyftet (1978).
Holmberg slog igenom i Lasse Åbergs filmer Repmånad (1979) och Sällskapsresan (1980). Han är annars känd som Wall-Enbergs underhuggare Biffen i filmerna om Jönssonligan.
Holmberg var tidigare verksam vid Folkteatern i Göteborg, men slutade där på grund av ryggproblem. Därefter har han delat tiden mellan aktivt socialt arbete för utslagna och film- och TV-roller.
Robert Gustafssons figur Weiron i ottan i TV-serien NileCity 105,6 (1995) är i någon mån baserad på Holmberg.
I Göteborg får ibland kända personer en spårvagn uppkallad efter sig. Trettonde augusti 2015 fick Weiron Holmberg sitt namn på en spårvagn samtidigt som han tog emot Göteborgs Spårvägars kulturpris under en ceremoni på Drottningtorget i Göteborg.

## Filmografi
- 1978 – Lyftet
- 1979 – Repmånad
- 1980 – Sällskapsresan
- 1981 – Sista budet
- 1981 – Fem dagar i december (TV-serie)
- 1981 – Tuppen
- 1981 – Varning för Jönssonligan
- 1981 – Göta kanal
- 1982 – Målaren
- 1982 – Jönssonligan & Dynamit-Harry
- 1982 – Bänken
- 1982 – Albert & Herberts jul (TV-serie)
- 1982 – Zoombie (TV-serie)
- 1982 – Flygande service (TV-serie)
- 1983 – Distrikt 5 (TV-serie)
- 1984 – Jönssonligan får guldfeber
- 1989 – Glenn och Gloria
- 1990 – Kurt Olsson – filmen om mitt liv som mig själv
- 1991 – Underjordens hemlighet
- 1991 – Bakhalt
- 1992 – Jönssonligan & den svarta diamanten
- 1993 – Konsulten
- 1994 – Jönssonligans största kupp
- 1994 – Rena rama Rolf (TV-serie)
- 1995 – Herbert & Robert
- 1995 – Tag ditt liv
- 1996 – Harry & Sonja
- 1999 – Raymond – sju resor värre
- 2000 – Jönssonligan spelar högt
- 2001 – Anderssons älskarinna (TV-serie)

TV-serier
- 1983 Distrikt 5
- 1982 Bänken[4]